# Ekan'e
La ekan'e (in russo еканье [ˈjeːkʌnʲjə], lett. "pronunciare «e»") è un fenomeno fonologico delle lingue ucraina e rutena e di alcuni dialetti della lingua russa in cui la /e/ in posizione atona si pronuncia [e] (da cui il nome) e non [i], come accade invece nel fenomeno della ikan'e, tipico del russo standard. Ad esempio, nei dialetti russi dotati di ekan'e придать [prʲɪˈdɑtʲ] ("aggiungere") si diversifica da предать [prʲeˈdɑtʲ] ("tradire"), mentre il russo standard, privo di ekan'e, pronuncia entrambi [prʲɪˈdatʲ], come se anche la parola предать fosse scritta *придать.
Nell'ambito delle lingue slave orientali la ekan'e caratterizza la lingua ucraina, la lingua rutena e alcuni dialetti russi, mentre la ikan'e è una caratteristica del russo standard (moscovita).